# Světový názor
Světový názor či světonázor je označení pro souhrn jednotlivcových představ, názorů a životních hodnot, které se týkají nejzákladnějších filozofických, etických, politických, sociálních a náboženských otázek.
Termín sám je kalkem německého filozofického pojmu Weltanschauung (Welt = svět, Anschauung = nazírání), který roku 1790 poprvé použil Immanuel Kant ve své Kritice soudnosti. Významově blízkým pojmem je ideologie, která se ovšem často zužuje.
Typickým světovým názorem jsou různá náboženství a ateismus resp. vědecký světový názor. Jeho součástí jsou také pověry a jiná přesvědčení.
Podle světového názoru se dělí i lidé na příslušníky daných světonázorových společenství, jako jsou ateisté, taoisté, buddhisté, muslimové, hinduisté, křesťané, animisté, komunisté, socialisté, džinisté nebo židé). Také se na základě světonázoru sdružují do náboženských společenství resp. se podle světonázoru dělí jinak oblastí činnosti blízké organizace, např. politické strany na křesťanské, islámské, socialistické, komunistické atp.

## Dějiny světového názoru
Po prvním použití u Kanta se pojem objevuje například v díle Wilhelma Diltheye, Martina Heideggera nebo Karla Jasperse. V 90. letech 20. století si belgický filozof Leo Apostel stanovil za cíl překlenout propast mezi přírodními a humanitními vědami – a to právě prostřednictvím výzkumu světonázorů. Člověk, respektive jeho pohled na svět, je totiž podle Apostela a jeho následovníků včetně současného ředitele bruselského Center Leo Apostel for Interdisciplinary Studies (CLEA) Diederika Aertse společným základem různých vědeckých disciplín; je tím, co tyto disciplíny integruje.

## Světový názor v českém kontextu
V prostředí českých zemí se pojem poprvé objevuje na přelomu 19. a 20. století. Jedním z jeho prvních českých uživatelů byl František Václav Krejčí. V poslední době je pojem používán v oblasti literární vědy, například u olomouckého literárního historika Michala Sýkory. 